# Ольховое (Кировоградская область)
Ольхово́е (укр. Вільхове) — село в Благовещенской городской общине Голованевского района Кировоградской области Украины.
Население по переписи 2001 года составляло 1320 человек. Телефонный код — 5259.

## История
В 1945 году указом ПВС УССР село Ольховое и посёлки Гордовое и Кирилловское объединены в один населённый пункт село Ольховое.
До 2020 года село входило в Благовещенский район